# 藤重ヒカル
藤重ヒカル（ふじしげひかる、1965年 - ）は、日本の児童文学作家。

## 略歴
千葉県我孫子市生まれ。武蔵野美術大学卒業。
『日小見不思議草紙』（偕成社）でデビュー。同作品で第50回日本児童文学者協会新人賞を受賞。

## 作品
『さよなら、おばけ団地』（福音館書店）
『教室に幽霊がいる！？』（金の星社）
『不思議屋敷の転校生』（金の星社）